# Mirante
Mirante este un oraș în statul Bahia (BA) din Brazilia.